# Tinagma matutinella
Tinagma matutinella är en fjärilsart som beskrevs av Philipp Christoph Zeller 1872. Tinagma matutinella ingår i släktet Tinagma och familjen skäckmalar. Inga underarter finns listade i Catalogue of Life.